# 有馬大五郎
有馬 大五郎（ありま だいごろう、1900年9月12日 - 1980年10月3日）は、日本の音楽教育家、音楽学者、声楽家。NHK交響楽団副理事長、国立音楽大学学長などを歴任。

## 経歴
兵庫県神戸市で江戸時代から続く富裕な米穀肥料卸売商「有馬商店」の当主の家に生まれる。入江尋常小学校（現：神戸市立入江小学校）在学中、東京音楽学校（現：東京芸術大学音楽学部）出身の音楽教師の感化で音楽に熱中。1913年、兵庫県立第一中学校（現：兵庫県立神戸高等学校）に入学。1915年、学区変更により兵庫県立第二中学校（現：兵庫県立兵庫高等学校）に編入。1919年、同校卒業。1920年、北海道帝国大学予科入学。同校を1年で中退し、1921年、慶應義塾大学文学部予科に転じる。慶應義塾ワグネル・ソサィエティーに所属。1922年と1923年、東京音楽学校を受験し失敗。1923年6月、慶應義塾大学中退。同年、歩兵第39連隊に入隊、3ヶ月で除隊。1925年に歌手を目指して渡欧し、ウィーン国立音楽院で声楽を学んだが肺結核で挫折し、作曲科に転じる。ウィーン国立音楽院時代の学友にヘルベルト・フォン・カラヤンがいる。また当時、山下奉文や尾高尚忠と親交を結んだ。ウィーン国立音楽院作曲課程修了後、ウィーン大学哲学部音楽科で博士号を取り1934年に日本へ帰国。約9年間の滞欧中に父から受けた送金は現在の貨幣価値で約3億円から5億円といわれる。
帰国後にリサイタルを開いたが「大きな図体をして蚊の鳴くような声」と酷評され、歌手の道を断念。外国から来る演奏家の通訳をしつつ音楽評論を書き、1936年から東京高等音楽学院（現：国立音楽大学）で教える。
1940年から新交響楽団（現：NHK交響楽団）の運営に携わり、1942年から理事兼初代事務長。ウィーン留学中、1928年には当時のヨーロッパの反ユダヤ主義に影響され
と外山国彦に書き送ったこともあるが、1942年、ヨーゼフ・ローゼンシュトックがユダヤ人であるために敵性人種として新響の定期演奏会から排除された時にはローゼンシュトックの演奏活動を擁護している。
1948年、国立音楽学校（現：国立音楽大学）理事長となる。のち国立音楽大学学長。
妻は洋画家和田三造の娘である。